# Achille D’Orsi
Achille D’Orsi (* 6. August 1845 in Neapel; † 8. Februar 1929 ebenda) war ein italienischer Bildhauer.

## Leben
In Neapel am königlichen Institut ausgebildet, ging er als Stipendiat 1875 nach Rom. Nach seiner Rückkehr nach Neapel entwarf er für seine ursprüngliche Lehranstalt die Porträtfigur des Malers Salvator Rosa. Seine Skulptur Die Parasiten, zwei charakteristische Figuren aus dem Volksleben des alten Rom, erregte auf der Ausstellung in Neapel 1877 großes Aufsehen: Die Gipsgruppe erhielt den ersten Preis und wurde von König Viktor Emanuel II. angekauft.
Da D’Orsis Stil sich zu immer stärkerer Detaillierung entwickelte, wandte er sich dem Erzguss zu, der dies in höherem Maß erlaubt. Bekannte Werke dieser Periode sind Fischerknaben mit Seetieren, Der Sämann und Das Vöglein.
D’Orsi repräsentierte in der italienischen Kunst des ausgehenden 19. Jahrhunderts den bis ins äußerste Detail gehenden, virtuos ausgeführten Realismus.